# Чхунчхонський діалект
Чхунчхонські діалекти корейської мови поширені в Чхунчхоні (регіон Хосо), що в Південній Кореї, зокрема в місті Теджон. Також цим діалектом говорять в окремих частинах Кьонгі, прилеглих до Чхунчхону, насамперед у Пхьонтеку. Діалект Чхунчхону можна поділити на дві категорії: північний варіант, більш подібний на діалект Кьонгі, та південний, більш подібний на діалект Чолла. Чхунчхонський діалект вирізняється повільною вимовою, зміненими голосними, та особливим жаргоном. Втім, через зростання Сеула та поширення столичного діалекту, молодь Чхунчхону, в тому числі Теджона та Седжона дедалі менше говорить чхунчхонським діалектом. Більшість молоді перемикається між літературною мовою та діалектом, а в містах навколо Сеульської агломерації (Судогвон), наприклад, у Чхонані, діалект перебуває на межі вимирання.

## Вимова

### Голосні
Як і в діалекті Чолла, в чхунчхонському діалекті голосний <ㅑ> (я) перетворюється на <ㅕ> (йо), <ㅐ> (е) на <ㅑ> (я) або <ㅕ> (йо), а <ㅔ> (e) на <ㅣ> (і). Мовознавець До Сухі стверджує, що в чхунчхонському діалекті спостерігається умлаут, через що низький голосний <ㅏ> (a) став <ㅔ> (e) та <ㅡ> (ɨ), або ще потім більш переднім <ㅣ> (i), через наявність голосного /i/ або плавного /j/ у сусідньому складі.
При тому в чхунчхонському діалекті є зміна, притаманна лише йому: перетворення голосного <ㅛ> (йо) на <ㅠ> (ю).
Наприклад:
| Літературна корейська                     | Чхунчхонський діалект                              | Переклад             |
| ----------------------------------------- | -------------------------------------------------- | -------------------- |
| «맞아요» [мадж-айо] або «그래요» [гирайо] | «맞어유» [мадж-ою] або «겨유/그려유» [гьою/гирьою] | «Так», «авжеж»       |
| «타세요» [тасейо]                         | «타슈(타셔유)» [ташю/ташьою]                       | «Сідай», «застрибуй» |
| «맛있죠?» [мас-іссджо?]                   | «맛있쥬?(맛있지유?)» [мас-іссджю?(мас-іссджію?)]   | «Смачно, справді?»   |

### Приголосні
До Сухі відзначає, що ненапружені проривні приголосні в чхунчхонському діалекті в позиції ініціалі стають напруженими. Наприклад, приголосні <ㄱ,ㄷ,ㅂ> (к, т, п) стають /ㄲ, ㄸ, ㅃ/ (кк, тт, пп) в позиції ініціалі.

## Граматика
В літературній корейській для питань використовуються різні частки: <-ні> (-니), <-о> (-어) та <-н гоя> (-ㄴ 거야), а в чхунчхонському діалекті здебільшого використовується єдина частка <-н гьо> (-ㄴ 겨).
Наприклад:
| Літературна корейська                                                        | Чхунчхонський діалект                | Переклад       |
| ---------------------------------------------------------------------------- | ------------------------------------ | -------------- |
| «가는 거야?» [Ганин гоя?] або «가니?» [Гані?] або «가?» [Га?]                | «가는 겨?» [Ганин гьо?]              | «Йдеш?»        |
| «뭐하는 거야?» [Мвоханин гоя?] або «뭐하니?» [Мвохані?] або «뭐해?» [Мвохе?] | «뭐하는 겨?» [Мвоханин гьо?]         | «Що ти робиш?» |
| «밥 먹었니?» [Пап могот-ні?] or «밥 먹었어?» [Пап мого-ссо?]                 | «밥은 먹은 겨?» [Пап-ин мог-ин гьо?] | «Чи ти їв?»    |

## Географічний поділ

### Північний Чхунчхон
До північного діалектного регіону входять міста Чхонджу (청주) та Чхунджу (충주).
На півночі акцент та регіональна ідентичність менш помітні, ніж на півдні, бо північний Чхунчхон межує з більшою кількістю регіонів: Кьонгі, Канвон, Кьонсан.
Тому носії північного чхунчхонського діалекту, що живуть на півночі Північного Чхунчхону, тобто у Чхунджу та його околицях, зазнали впливу діалекту Кьонгі; мешканці північного сходу Північного Чхунчхону зазнали впливу діалектів Канвону та Кьонсану. В центрі Північного Чхунчхону, в районі Чхонджу, діалект зазнав впливу південного діалекту через зв'язки з Теджоном і Седжоном, а на півдні провінції простежується вплив південного діалекту, діалектів Чолла та Кьонсану.

### Південний Чхунчхон
Південний чхунчхонський діалект поширений у містах Теджон (대전), Седжон (세종) та Чхонан (천안).